# Al Oerter
Alfred Adolf Al Oerter Jr. (Astoria, Nova Iorque, 19 de setembro de 1936 – 1 de outubro de 2007) foi um atleta norte-americano, tetracampeão olímpico e ex-recordista mundial do lançamento de disco. Em 2012, foi imortalizado no Hall da Fama do atletismo, criado no mesmo ano como parte das celebrações pelo centenário da IAAF.
Al Oerter começou sua carreira de atleta por acaso, aos 15 anos, caminhando num parque, quando um disco caiu perto de seus pés e ele o lançou de volta ao grupo que praticava o lançamento, mas o disco caiu muito depois do local eles se encontravam. Incentivado pelo fato, começou a treinar para o esporte ao mesmo tempo em que passava a cursar a Universidade do Kansas em 1954.
Ao lado do dinamarquês Paul Elvstrøm (Vela), do americano Carl Lewis (Salto em distância), e do britânico Ben Ainslie (Vela), são os únicos tetracampeões olímpicos de uma prova individual em quatro edições consecutivas.

## Jogos Olímpicos
Tendo um talento natural para o esporte (1,93 m e 127 kg) Oerter começou a se destacar nos torneios universitários e em 1956 conseguiu a qualificação para representar os Estados Unidos nos Jogos de Melbourne. Entrando na competição sem ser o favorito da prova, Al lançou o disco a 56,36m, seu melhor lançamento até então e conquistou a medalha de ouro.
Sua carreira parecia acabada aos vinte anos de idade quando ele sofreu grave acidente automobilístico no ano seguinte e quase morreu. Entretanto, conseguiu com muito esforço se recuperar a tempo de participar dos Jogos de Roma em 1960, onde teria que competir com seu compatriota favorito ao ouro e então recordista mundial Rink Babka. Perdendo para Babka até o quarto lançamento e aconselhado pelo companheiro antes do quinto, Oerter lançou o disco a 59,18 m, quebrando o recorde olímpico e ganhando novamente a medalha de ouro.
Em 1964, após quebrar o recorde mundial em 1962, ele era o franco favorito para uma terceira medalha nos Jogos de Tóquio, mas uma contusão no pescoço pouco antes das Olimpíadas o fez participar da prova sob forte dor, impedindo-o de realizar o último lançamento. Mesmo assim, sua qualidade como lançador na época era tão superior aos demais, que Al conseguiu vencer a prova quebrando seu próprio recorde olímpico com um lançamento de 61,00 m e conquistando o tricampeonato olímpico.
Ele retornou uma última vez às Olimpíadas de 1968 na Cidade do México, mas agora sua posição de favorito na prova que por tantos havia dominado já havia sido superada pelo compatriota Jay Silvester. Aos 32 anos, Al era dado como acabado para uma competição do nível das Olimpíadas, e jamais tinha lançado o disco às mesmas distâncias em que Silvester tinha conseguido nos anos anteriores.
Mas aqueles eram os Jogos Olímpicos, onde Al Oerter se sentia em casa, era o maior nome da história do lançamento do disco e o tricampeão olímpico. Na prova, a experiência e a raça de Al falaram mais alto e ele derrotou seu compatriota com um lançamento de 64,78 m, novamente recorde olímpico e se tornando o primeiro atleta do mundo a conquistar quatro medalhas de ouro consecutivas na mesma modalidade do atletismo.
Retirou-se do atletismo em 1968, mas voltaria ainda a assombrar o mundo do lançamento do disco doze anos mais tarde, em 1980, quando aos 43 anos tentou novamente a qualificação para os Jogos de Moscou ficando em quarto lugar e conseguindo o melhor lançamento de sua vida, 69,43 m, alguns meses mais tarde (nota: no sistema qualificatório norte-americano, disputado num torneio Pré-Olímpico (Olympic Trials) específico para cada esporte, os três primeiros de cada prova estão classificados para disputar as Olimpíadas e o quarto fica como reserva).
Ele recebeu sua última honraria internacional quando foi escolhido para ser um dos condutores da tocha olímpica dentro do estádio olímpico de Atlanta nos Jogos de 1996, aos 59 anos de idade.